# Rosa 'Tradescant'
'Tradescant' ('AUSdir' es el nombre del obtentor registrado), es un cultivar de rosa que fue conseguido en Reino Unido en 1993 por el rosalista británico David Austin.

## Descripción
'Tradescant' es una rosa moderna cultivar del grupo « English Rose Collection ».
El cultivar procede del cruce de Semillas: 'Prospero'® y Polen: 'Charles Austin' x 'Gloire de Ducher'.
Las formas arbustivas del cultivar tienen porte abierto que alcanza más de 75 a 245 cm de alto con 120 a 245 cm de ancho. Las hojas son de color verde oscuro mate de tamaño medio, follaje coriáceo, con 5 foliolos.
Los capullos son ovoides puntiagudos. Sus delicadas flores de color rojo oscuro. Fragancia fuerte, dulce de rosa antigua. Flor con 60 a 120 pétalos. Rosa de diámetro medio de 2,5". Rosa de tamaño mediano, muy completa (41 + pétalos), en grandes grupos, forma flor pasada de moda, en cuartos.
Florece de una forma prolífica, floración en oleadas a lo largo de la temporada.

## Origen
El cultivar fue desarrollado en Reino Unido por el prolífico rosalista británico David Austin en 1993. 'Tradescant' es una rosa híbrida con ascendentes parentales de cruce de Semillas: 'Prospero'® y Polen: 'Charles Austin' x 'Gloire de Ducher'.
El obtentor fue registrado bajo el nombre cultivar de 'AUSdir' por David Austin en 1993 y se le dio el nombre comercial de exhibición 'Tradescant'™.
También se le reconoce por el sinónimo de 'AUSdir'.
- La rosa fue conseguida antes de 1992 e introducida en el Reino Unido por David Austin Roses Limited (UK) en 1993 como 'Tradescant'.[1]
- La rosa 'Tradescant' fue introducida en la Unión Europea con la patente "European Union - Patent No: 331  on  2 Aug 1996/Application No: 19950461  on  24 Jul 1995/First commercialisation in EU: May 1, 1993; outside EU: 01/01/1994/Expiry of protection on June 1, 2018.".[1]
- La rosa 'Tradescant' fue introducida en Estados Unidos con la patente "United States - Patent No: PP 9,009  on  13 Dec 1994/Application No: 08/182,788  on  13 Jan 1994".[1]

Los "Tradescant" (padre e hijo) se hicieron famosos en su propio tiempo. Ellos eran los jardineros de la realeza, los coleccionistas de curiosidades, los viajeros y los importadores de plantas exóticas. Los dos John Tradescant están enterrados en el patio de la iglesia de St-Mary-at-Lambeth, que es ahora el « The Museum of Garden History » (Museo de la historia del jardín), junto con el nieto del mismo nombre, que murió con diecinueve años. El mayor de los John Tradescant introdujo las lilas en Inglaterra en 1620.

## Cultivo
Aunque las plantas están generalmente libres de enfermedades, es posible que sufran de punto negro en climas más húmedos o en situaciones donde la circulación de aire es limitada.
Se desarrollan mejor a pleno sol. Toleran periodos prolongados de calor. En América del Norte son capaces de ser cultivadas en USDA Hardiness Zones 5b a 10b. La resistencia y la popularidad de la variedad han visto generalizado su uso en cultivos en todo el mundo.
Puede ser utilizado para las flores cortadas, jardín o portador guía. Vigorosa. En la poda de Primavera es conveniente retirar las cañas viejas y madera muerta o enferma y recortar cañas que se cruzan. En climas más cálidos, recortar las cañas que quedan en alrededor de un tercio. En las zonas más frías, probablemente hay que podar un poco más que eso. Requiere protección contra la congelación de las heladas invernales.

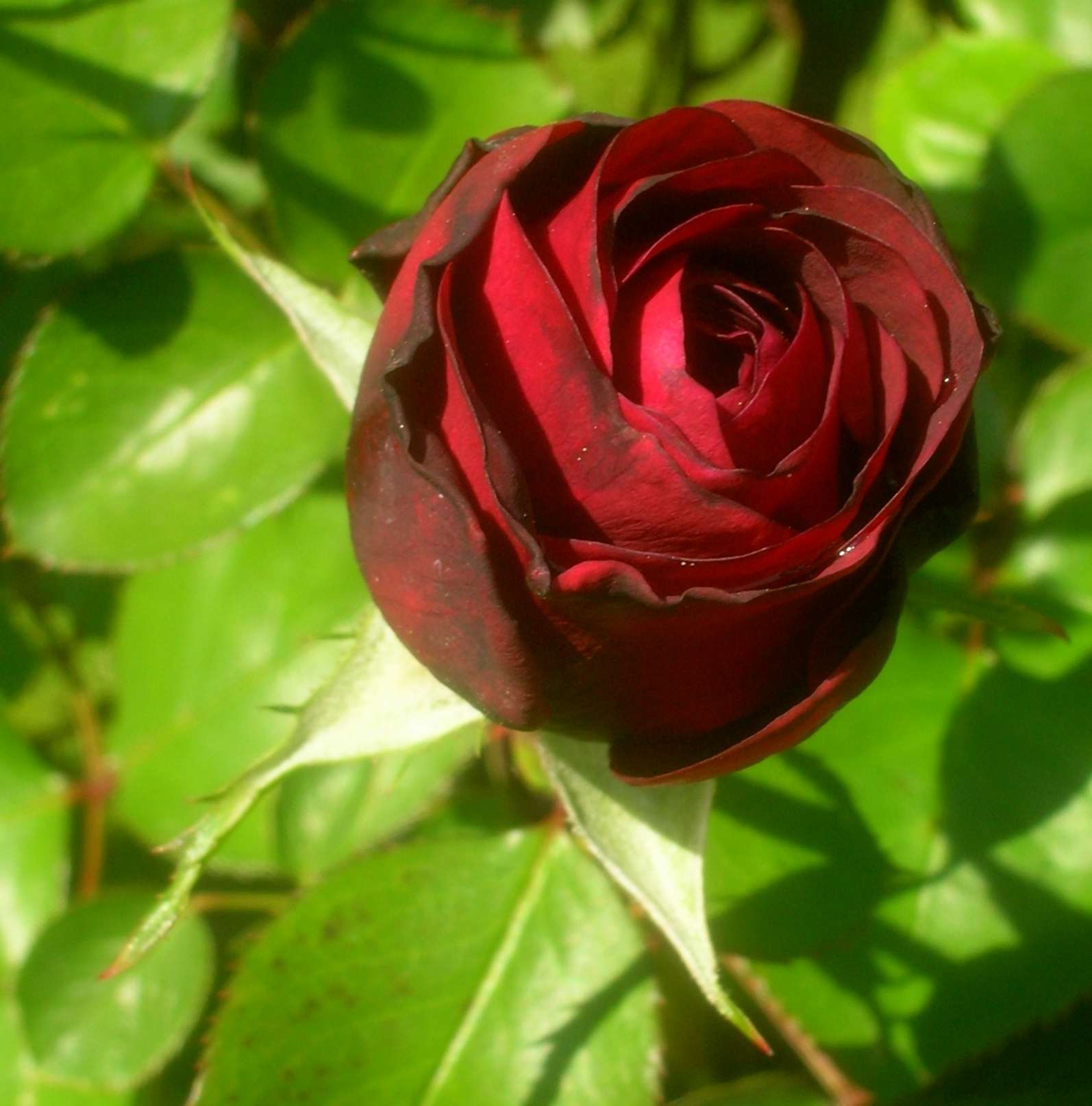
Capullo de la Rosa 'Tradescant'.